# 北村匠
もしかして
- 北村匠海

ではありませんか？